# Clairmonte Special
Clairmonte Special – samochód wyścigowy zaprojektowany i skonstruowany przez Colina Chapmana na zlecenie Clive'a Clairmonte'a. Pojazd był pierwszym jednomiejscowym samochodem wyścigowym projektu Chapmana. Początkowo pod nazwą Lotus Mark VII miał być napędzany dwulitrowym silnikiem Riley, jednak ta jednostka została zniszczona przed debiutem w wyścigach. Następnie został przez Clairmonte'a przerobiony na samochód sportowy i jako Clairmonte Special ścigał się z silnikami Lea-Francis i Connaught.

## Historia
W 1951 roku Colin Chapman ścigał się Lotusem Mark III. Wówczas to w przygotowywaniu silników pomagał mu jego szkolny kolega, John Teychenne. Teychenne spotkał kierowcę wyścigowego, Clive'a Clairmonte'a, który sprzedawał Fiaty i Cordy, a w 1951 roku zadebiutował w wyścigach samochodami Riley. Teychenne, po wysłuchaniu planów Clairmonte'a na rok 1952, nakłonił go, aby poprosił Chapmana o zaprojektowanie samochodu dla niego, w specyfikacji Formuły 2. Chapman przyjął zlecenie i wykonał je na przełomie 1951 i 1952 roku, tworząc Lotusa Mark VII. W budowie samochodu pomagali Chapmanowi John Teychenne, Michael i Nigel Allenowie oraz Mike Madan.
Samochód został wyposażony w silnik i skrzynię biegów Riley, dostarczone przez Clairmonte'a. Na nadwozie składała się kratownica przestrzenna. Przednie zawieszenie zawierało sprężyny śrubowe i amortyzatory, a na tylne oś De Dion i wahacze wleczone. Tylne hamulce umieszczono wewnątrz celem zmniejszenia masy nieresorowanej.
Prace nad nadwoziem postępowały powoli z powodu wielu zleceń i trudności finansowych Lotusa. W związku z tym we wrześniu 1952 roku Clive Clairmonte wycofał zlecenie, zabierając nadwozie, przednie zawieszenie i silnik ze sobą. Jednakże silnik Riley wkrótce potem wybuchł, i Clairmonte zdecydował się przerobić Lotusa Mark VII na samochód sportowy zdolny ścigać się w klasie 1500 cm³. W tym celu dokonał zmian w nadwoziu (m.in. poszerzył je) i zawieszeniu oraz wykorzystał czterocylindrowy silnik Lea-Francis o pojemności 1496 cm³. Clairmonte prawdopodobnie zastosował również zaprojektowany przez Chapmana tył samochodu (m.in. oś De Dion), jako że okazał się on bardzo podobny do tego zastosowanego w Lotusie Mark VIII, z wyjątkiem sprężyn.
Wiosną 1953 roku samochód był gotowy i został nazwany Clairmonte Special. 29 kwietnia 1953 roku został zarejestrowany pod numerem YMV999, a 27 czerwca tegoż roku zadebiutował w wyścigu, kiedy to w wyścigu MMEC zajął w klasie drugie miejsce, za Peterem Gammonem. Następnie Clairmonte odbył trzy eliminacje na Snetterton i dwie na Silverstone, z których wygrał trzy. W wydaniu Autosportu z 26 lutego 1954 roku Clairmonte Special został nazwany „jednym z najbardziej udanych amatorskich samochodów”.
Na sezon 1954 Clairmonte postanowił wystawić samochód w mocniejszej klasie, stąd też zakupił dwulitrowy silnik Connaught. Zamontował również nowy przedni stabilizator poprzeczny. W tej formie samochód zadebiutował w wyścigu MMEC 5 czerwca, a Clairmonte był drugi i trzeci. W wyścigu USAF Trophy Race zajął trzecie miejsce.
W 1955 roku zajął drugie miejsce w klasie w wyścigu Speed Trial, a trzecie – w zawodach w Ibsley. 14 maja podczas wyścigu na Silverstone pojazd wypadł z toru i został uszkodzony, ale został naprawiony. W wydaniu Autosportu z 26 sierpnia został wystawiony na sprzedaż. 3 września ścigał się po raz ostatni, wygrywając wszystkie trzy rundy na Silverstone.
W 2004 roku samochód został zakupiony przez Petera Rossa i Davida Harveya.